# ذوالفقارخان قرامانلو
ذوالفقارخان قرامانلو از فرماندهان بلندپایهٔ قزلباش ایران صفوی در زمان شاه عباس یکم (حک. ۱۰۳۸–۹۹۶) و از طایفهٔ قرامانلو بود. ذوالفقارخان در سال ۱۰۰۰ ه‍.ق / ۱۵۹۲ م. به جای برادرش فرهادخان قرامانلو، به عنوان امیرالامرای آذربایجان تعیین شده و در اردبیل مستقر بود. در این هنگام، بیشتر ایالت آذربایجان و مرکز آن تبریز در اشغال امپراتوری عثمانی بود.
فرهادخان در اول رجب ۱۰۰۰ ه‍.ق / ۱۳ آوریل ۱۵۹۲ م. با لشکر بزرگی از قزلباشان عازم سرکوب خان احمد خان حاکم بیه‌پیش گیلان شد و ذوالفقارخان نیز او را همراهی کرد. آن‌ها در ۵ شوال / ۱۵ ژوئیه خان احمد خان را شکست داده و روز بعد وارد لاهیجان شدند. شاه عباس قصد تسخیر کل گیلان را داشت به همین جهت لازم بود که حاکمان محلی را به‌شدت تضعیف یا به‌کلی از بین ببرد. وی در جهت تضعیف حاکم تالش، الوند سلطان قرامانلو، برادر دیگر ذوالفقارخان را به عنوان حاکم لنکران تعیین کرد اما امیر حمزه‌خان با ورود الوند سلطان به لنکران مخالفت کرد. به فرمان شاه، ذوالفقارخان عازم سرکوب امیر حمزه‌خان شد و امیر حمزه‌خان که در جنگ با قزلباشان شکست خورده بود، به قلعهٔ شِنْدان عقب‌نشینی کرد. پس از مقاومت چندین ماههٔ سپاه تالش و وارد شدن تلفات به سپاه ذوالفقارخان، سرانجام با وساطت حسین‌خان شاملو در صفر ۱۰۰۱ / نوامبر ۱۵۹۲ امیر حمزه‌خان دست از مقاومت برداشت و تسلیم حسین‌خان شاملو شد. تالش از زمان سرنگونی امیر حمزه‌خان، در تیول ذوالفقارخان قرار گرفت.
ذوالفقارخان در سال ۱۰۰۴ ه‍.ق / ۱۵۹۶–۱۵۹۵ م. به عنوان فرستادهٔ ایران به امپراتوری گورکانی رفت و دو سال بعد به ایران بازگشت. با آزادسازی آذربایجان در سال ۱۰۱۲ ه‍.ق / ۱۶۰۴–۱۶۰۳ م.، ذوالفقارخان در تبریز مستقر شده و رسماً بیگلربیگی آذربایجان شد. آستارا و گسکر در سال ۱۰۱۴ ه‍.ق / ۱۶۰۶–۱۶۰۵ از تیول ذوالفقارخان خارج شده و به املاک خاصه ملحق شدند. او در سال ۱۰۱۴ ه‍.ق / ۱۶۰۶ م. به عنوان امیرالامرای ولایت شِروان تعیین شد. شروان تا سال ۱۰۱۶ ه‍.ق / ۱۶۰۸–۱۶۰۷ م. در اشغال عثمانی بود و در این سال توسط شاه عباس باز پس گرفته شد. ذوالفقارخان تا سال ۱۰۱۸ ه‍.ق / ۱۶۰۹ م. بیگلربیگی شروان بود. او در سال ۱۰۱۶ ه‍.ق، با معصوم‌خان والی طبرسران که قصد احداث یک قلعه در شابران را داشت درگیر شد تا مانع این کار شود. اما سال بعد عده ای از افسران داغستان و طبرسران بر سر ساختن قلعه شورش کردند. در نتیجه قرچغای‌خان از سوی شاه، به منظور همراهی با ذوالفقارخان در سرکوب آشوب شابران، به شروان فرستاده شد. در این میان، قرچغای‌خان دستور دومی نیز از شاه دریافت کرد که به موجب آن، ذوالفقارخان توسط ملازمان قرچغای‌خان به قتل رسید. به تعبیر نویسندهٔ عالم‌آرای عباسی، ذوالفقارخان به مناصب خود بسیار مغرور شده بود و خود را فردی مهم و پرقدرت می‌دانست و شاید نوعی گرایش به سرکشی پیدا کرده بود که باعث نگرانی شاه شده بود. دلیل دیگر این بود که شاه با کشتن ذوالفقارخان قصد دلجویی از اهالی داغستان را داشت. پس از قتل ذوالفقارخان، اعضای خانواده او مورد بی‌مهری شاه قرار گرفته و با روزهای سختی مواجه شدند. خانلر، تنها پسر شناخته‌شدهٔ ذوالفقارخان، به عنوان یک فراری در اواخر سلطنت جهانگیرشاه (حک. ۱۰۳۷–۱۰۱۴) وارد هند شد و در آن‌جا با دختر صدیق‌خان میربخشی، برادر زن آصف‌خان، ازدواج کرد.